# Kwiatoniów
Kwiatoniów  (deutsch Blümsdorf, tschechisch Blimsdorf) ist eine Ortschaft in Oberschlesien. Der Ort liegt in der Gmina Głubczyce im Powiat Głubczycki in der Woiwodschaft Oppeln in Polen.

## Geographie

### Geographische Lage
Das Angerdorf Kwiatoniów liegt acht Kilometer nordwestlich der Kreisstadt und des Gemeindesitzes Głubczyce (Leobschütz) sowie 65 Kilometer südwestlich der Woiwodschaftshauptstadt Opole (Oppeln). Der Ort liegt in der Nizina Śląska (Schlesische Tiefebene) innerhalb der Płaskowyż Głubczycki (Leobschützer Lößhügelland). Nördlich des Dorfes liegt ein weitläufiges Waldgebiet, der Leobschützer Forst. Westlich des Dorfes liegt unmittelbar die Grenze zu Tschechien. Das Dorf liegt am Maciejowicki Potok (Matzdorfer Wasser).

### Nachbarorte
Nachbarorte von Kwiatoniów sind im Südosten Gadzowice (Schmeisdorf) sowie auf tschechischer Seite im Südwesten Rusín (Rausen) sowie im Nordwesten Matějovice (Matzdorf).

## Geschichte

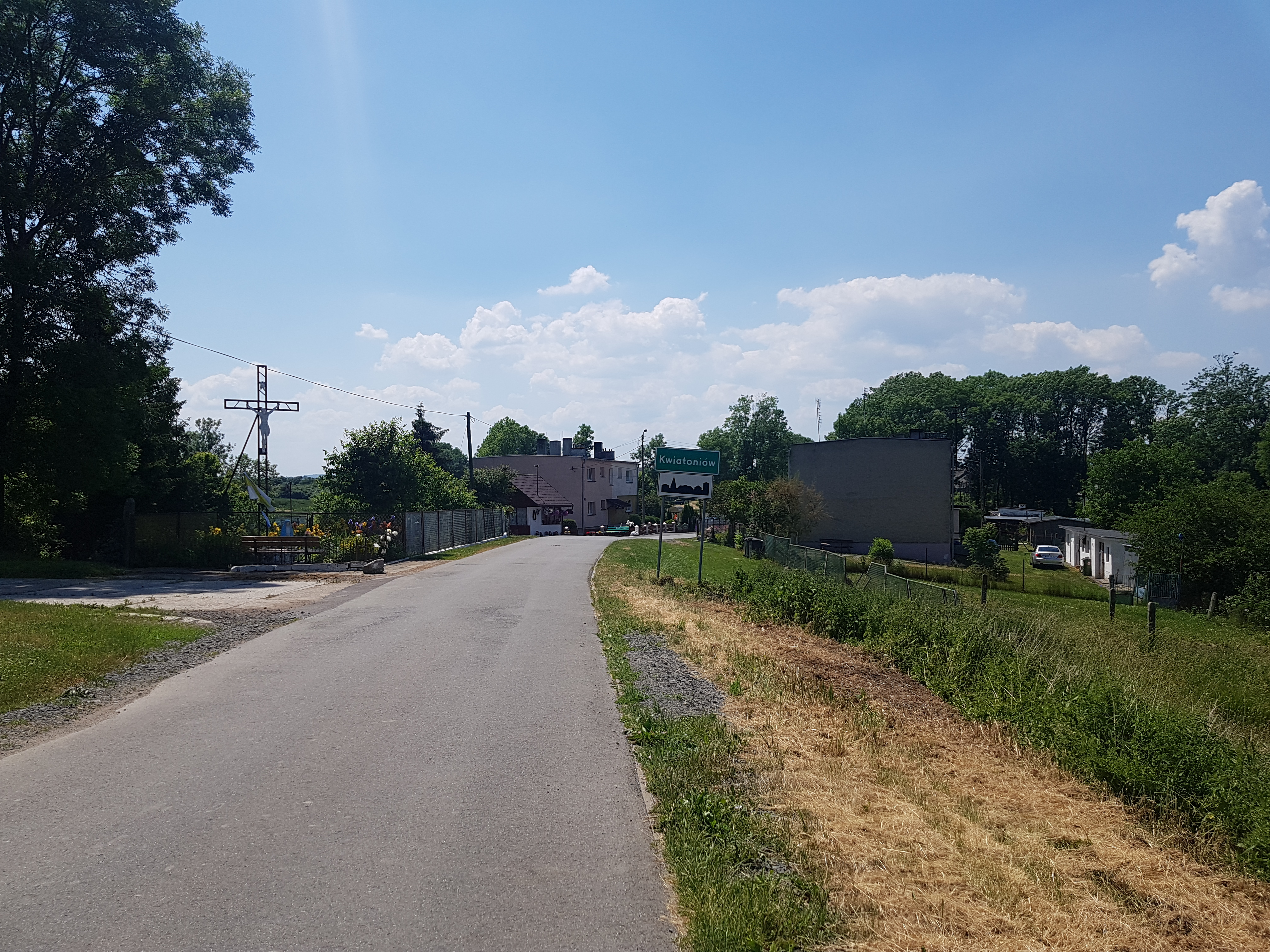
Ortsbild

Am 20. September 1577 wurde der Ort erstmals als Blimsdorf in einer Kaufurkunde erwähnt. Die Stadt Leobschütz erwarb das Dominium von Simon Thiele.
Nach der Neuorganisation der Provinz Schlesien gehörte die Landgemeinde Blümsdorf ab 1816 zum Landkreis Leobschütz im Regierungsbezirk Oppeln. 1845 bestanden im Dorf ein Vorwerk und 6 Häuser. Im gleichen Jahr lebten in Blümsdorf 54 Menschen, davon 3 evangelisch. 1861 zählte Blümsdorf 34 Einwohner sowie drei Häuslerstellen. 1874 wurde der Amtsbezirk Schmeisdorf gegründet, welcher die Landgemeinden Blümsdorf, Kreuzendorf, Roben und Schmeisdorf und die Gutsbezirke Blümsdorf und Schmeisdorf umfasste.
Am 30. September 1928 wurde der Gutsbezirk Blümsdorf in die Stadt Leobschütz eingemeindet.
1945 kam der bisher deutsche Ort unter polnische Verwaltung, wurde in Kwiatoniów umbenannt und der Woiwodschaft Schlesien angeschlossen. 1950 wurde Kwiatoniów der Woiwodschaft Oppeln zugeteilt. 1999 wurde der Ort Teil des wiedergegründeten Powiat Głubczycki.

## Sehenswürdigkeiten
- Wegekreuz